# Ornebius marginatus
Ornebius marginatus är en insektsart som beskrevs av Sigfrid Ingrisch 1998. Ornebius marginatus ingår i släktet Ornebius och familjen Mogoplistidae. Inga underarter finns listade i Catalogue of Life.